# Rudy Ray Moore
Rudolph Frank Moore, mais conhecido como Rudy Ray Moore (Fort Smith, 17 de março de 1927 — Akron, 19 de outubro de 2008) foi um comediante, cantor, produtor e ator americano. Pioneiro do humor vulgar e do gênero  blaxploitation, era mais conhecido pelo seu alter-ego Dolemite, personagem que interpretou por cerca de três décadas.
Dolemite (cujo nome deriva do mineral dolomita) era um cafetão e dono de boate, que fazia sucesso entre as mulheres e possuía habilidades no kung fu. Com o personagem, desenvolvido em seus primeiros discos de comédia na década de 1970, Moore também estrelou quatro filmes, todos de baixo orçamento, mas que fizeram sucesso, sobretudo no interior dos Estados Unidos. As apresentações de Moore frequentemente o mostravam recitando poesia rimada cheia de palavrões, o que mais tarde rendeu a Moore o apelido de "o Padrinho do Rap".
Em 2019, Moore foi interpretado por Eddie Murphy em sua cinebiografia Dolemite Is My Name, produzida pela Netflix e lançada em 2019.

## Vida pessoal
Moore nunca se casou. Seu empresário de longa data, Donald Randell e o comediante Stanton Z. LaVey, amigo de Moore, disseram em 2019 que Moore era "muito bissexual, se não gay", e que interpretar Dolemite o ajudava a encobrir isso.

### Morte

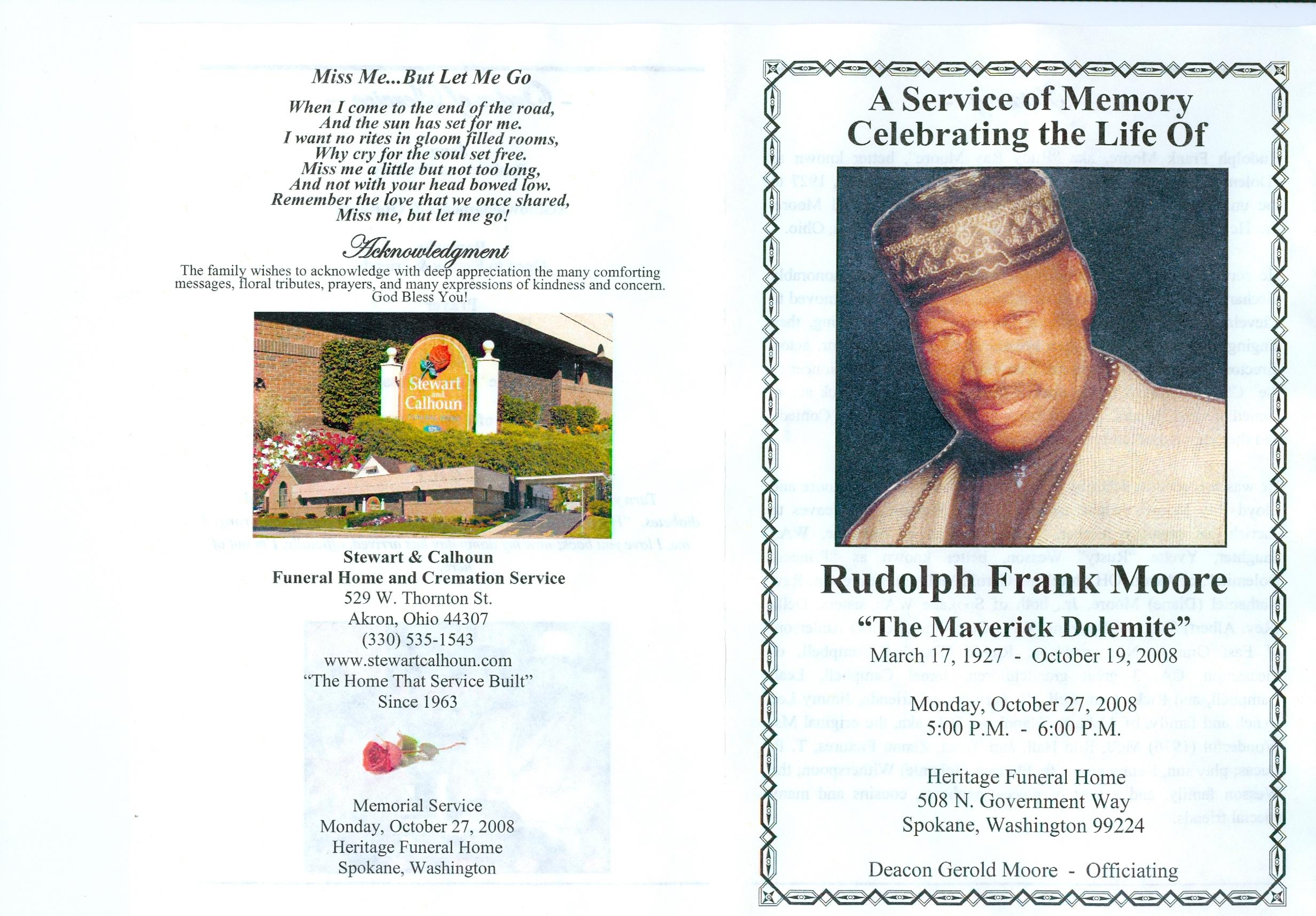
Programação do funeral de Moore.

Ele faleceu em Akron (Ohio), no dia 19 de outubro de 2008, devido a complicações do diabetes.

## Legado
Ele passou a ser considerado uma grande influência por muitas estrelas do rap posteriores . Snoop Dogg disse que "sem Rudy Ray Moore, não haveria Snoop Dogg, e isso é real."
A Netflix produziu um filme-biográfico sobre a vida de Rudy Ray Moore, com Eddie Murphy o interpretando.
O elenco do longa ainda conta com Wesley Snipes, Keegan-Michael Key, Mike Epps e Chris Rock. O filme Dolemite Is My Name teve sua estréia mundial no Festival Internacional de Cinema de Toronto em setembro de 2019.

## Filmografia

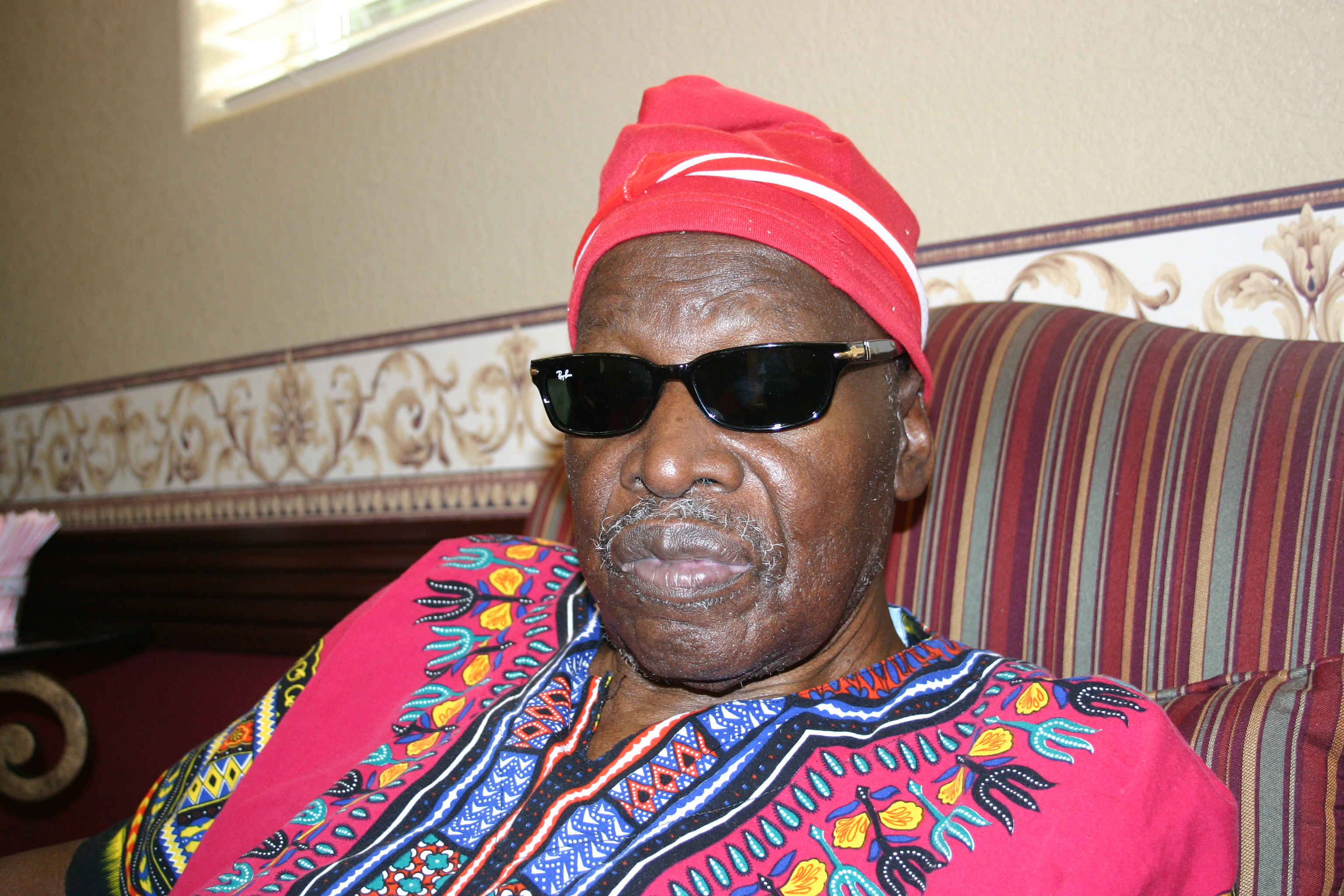
Moore em 2007

| Ano  | Título                         | Papel                    | Notas                                        |
| ---- | ------------------------------ | ------------------------ | -------------------------------------------- |
| 1975 | Dolemite                       | Dolemite                 |                                              |
| 1976 | The Human Tornado              | Dolemite                 |                                              |
| 1976 | The Monkey Hu$tle              | Goldie                   |                                              |
| 1977 | Petey Wheatstraw               | Petey                    |                                              |
| 1979 | Disco Godfather                | Tucker Williams          |                                              |
| 1982 | Penitentiary II                | Marido                   |                                              |
| 1995 | Murder Was the Case: The Movie | Dolemite                 | Curta-metragem                               |
| 1996 | Martin                         | Dolemite                 | episódio: "The Players Came Home"            |
| 1997 | Violent New Breed              | Pastor Williams          | Diretamente em vídeo                         |
| 1997 | B*A*P*S                        | Nate                     |                                              |
| 1997 | Fakin' da Funk                 | Larry                    |                                              |
| 1999 | Shaolin Dolemite               | Monk Ru-Dee              | Diretamente em vídeo                         |
| 1999 | Jackie's Back                  | Cara Mau                 | TV                                           |
| 2000 | Big Money Hustlas              | Dolemite                 | Diretamente em vídeo                         |
| 2000 | Shoe Shine Boys                |                          |                                              |
| 2002 | The Return of Dolemite         | Dolemite                 | Também conhecido como The Dolemite Explosion |
| 2003 | The Watermelon Heist           | Anjo da Morte            |                                              |
| 2005 | Sons of Butcher                | Rudy, o zelador psíquico | Série de TV 2ª Temporada, 1 episódio         |
| 2005 | Vampire Assassin               |                          |                                              |
| 2007 | A Stupid Movie for Jerks       | Policial                 |                                              |
| 2009 | It Came from Trafalgar         | Dangerous Dan            | Lançamento póstumo                           |
| 2019 | Dolemite Is My Name            | Ele mesmo                | Filmagem de arquivo; lançamento póstumo      |

## Discografia

### Álbuns
Comédia
- Below the Belt (1959)
- Beatnik Scene (1962)
- A Comedian Is Born (1964)
- Let's Come Together (1970, gravado em 1967)
- Eat Out More Often (1970) (Kent KST 001)
- This Pussy Belongs to Me (1971) (Kent KST 002) – com "The Signifying Monkee"
- Dolemite for President (1972)
- Merry Christmas, Baby
- The Cockpit – com "Petey Wheatstraw – The Devil's Son-in-Law"
- Return of Dolemite (featuring The Grunts & Groans of Love)
- The Sensuous Black Man – by "The Prince"
- Zodiac
- I Can't Believe I Ate the Whole Thing
- Jokes by Redd Foxx
- Live in Concert
- The Player—The Hustler
- House Party: Dirty Dozens Vol. 1
- The Streaker
- Dolemite Is Another Crazy Nigger
- Sweet Peeter Jeeter
- Close Encounter of the Sex Kind
- Good-Ole Big Ones
- Hip-Shakin' Papa
- Greatest Hits (1995)
- This Ain't No White Christmas
- Raw, Rude, and Real—More Greatest Hits
- Phantom Surfers – XXX Party (2000)
- 21st-Century Dolemite (2002)
- Genius of Rudy Ray Moore
- Dolemite for President — Special Edition (2008)
- 50 Years of Cussing (2009)
- 50 Years of Cussing, Vol. 2 (2019)

Música
- The Turning Point (1972)
- Hully Gully Fever (2000; compilation)

### Canções
- "Step It Up and Go" (King Records)
- "Below the Belt" (Dooto)
- "The Roosevelt" (Dooto)
- "Let's Come Together"
- "My Soul" – The Seniors (Ball 001)
- "Rally in the Valley" (Vermont 105-45)
- "Hully Gully Papa" (Case Records 1006)